# Le vampire a soif
Pour plus de détails, voir Fiche technique et Distribution.
Le vampire a soif (The Blood Beast Terror) est un film d'horreur britannique réalisé par Vernon Sewell, sorti en 1968. Son titre aux États-Unis est The Vampire-Beast craves blood (« Le Vampire avide de sang »).

## Synopsis
A la fin du XIXe siècle, une créature assoiffée de sang fait plusieurs victimes. Un policier mène l’enquête.

## Fiche technique
- Titre : Le vampire a soif
- Titre original : The Blood Beast Terror
- Réalisation : Vernon Sewell
- Scénario : Peter Brian
- Producteurs : Arnold L. Miller et Tony Tenser
- Production : TIGON
- Musique (composée et dirigée) : Paul Ferris
- Photographie : Stanley A. Long
- Direction artistique : Wilfred Woods
- Montage : Howard Lanning
- Costumes : Freda Pearson
- Pays d'origine : Royaume-Uni
- Langue : anglais
- Genre : horreur, science-fiction
- Durée : 80 minutes
- Dates de sortie :
  - Royaume-Uni : janvier 1968
  - États-Unis : mai 1969
  - France : 31 mars 1971

## Distribution
- Peter Cushing (VF : Jacques Beauchey)  : l’inspecteur Quennell
- Robert Flemyng  (VF : Jacques Berthier) : le Docteur Carl Mallinger
- Wanda Ventham : Clare Mallinger
- Vanessa Howard : Meg Queunell
- Glyn Edwards  (VF : Claude Bertrand) : le sergent Allan
- David Griffin : William Warrendor
- William Wilde : Frederick Britewell
- Kevin Stoney : Granger
- John Paul (VF : Michel Gudin) : Monsieur Warrender
- Russell Napier : le logeur
- Kenneth Colley : James
- Norman Pitt (VF : Jean-Henri Chambois ): police doctor